# Penati

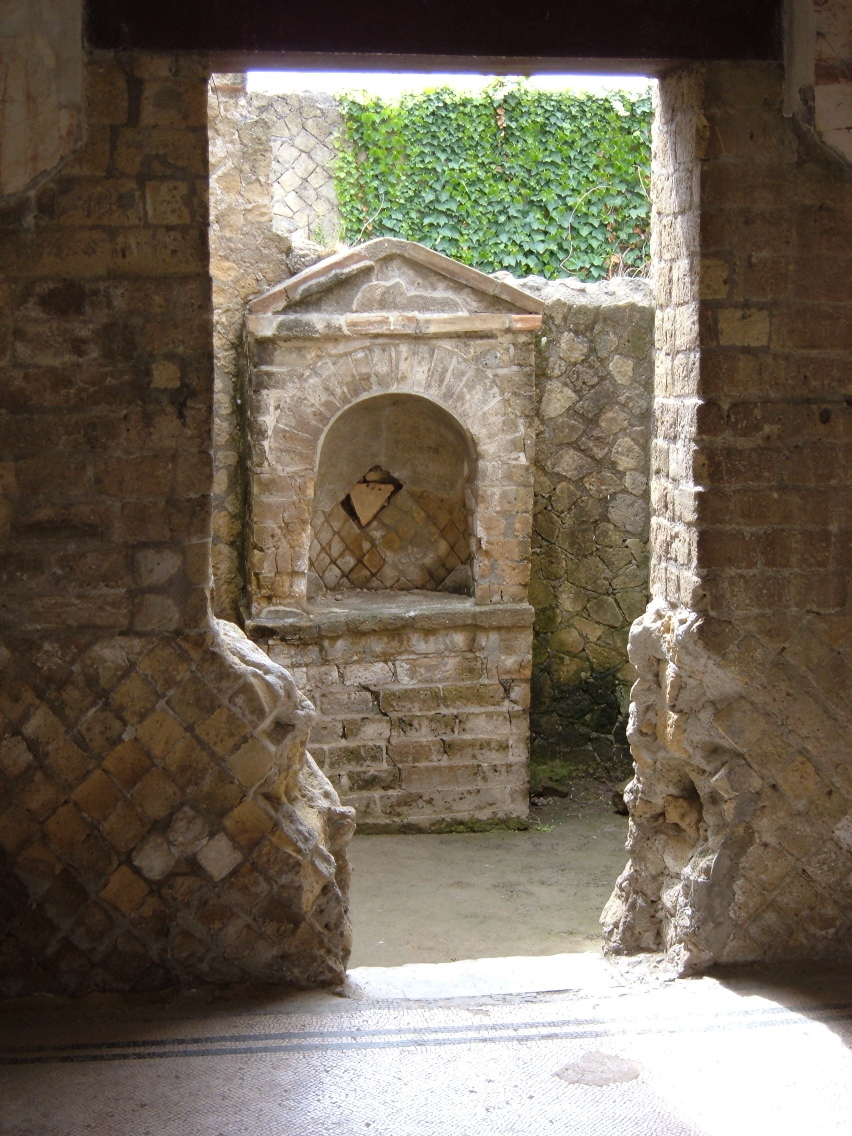
Altare dei Penati nelle rovine di Ercolano

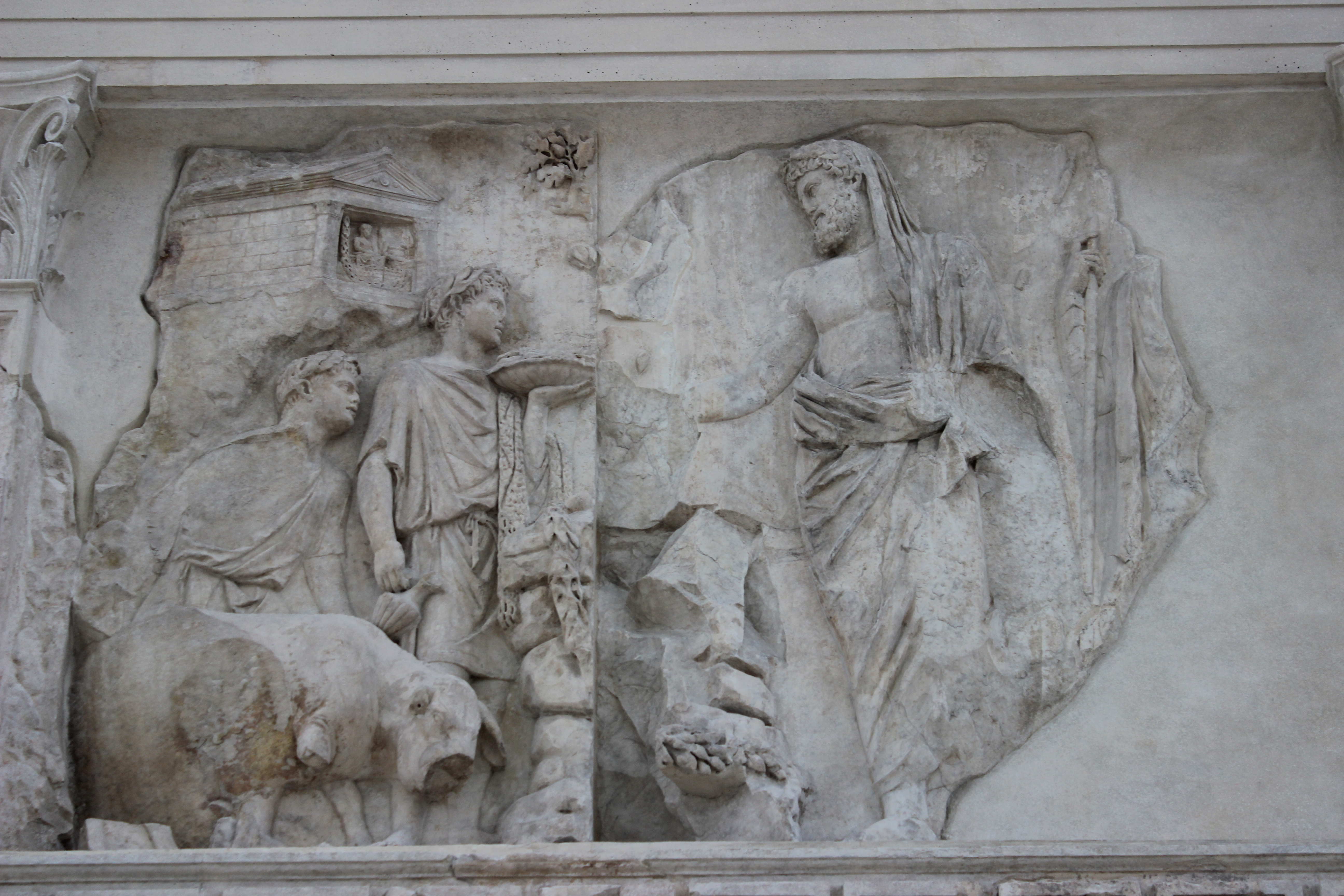
Sacrificio di Enea ai Penati. Dettaglio dell'Ara Pacis

I Penati originariamente designano gli spiriti protettori della riserva di cibo della famiglia, ovvero il ripostiglio della casa; poi, per estensione, hanno assunto il ruolo di protettori della famiglia. (Penati familiari).
Successivamente ai Penati familiari (o minori), si affiancano i Penati pubblici (o maggiori), protettori dello Stato (Penati pubblici o maggiori).

## Storia
(Gneo Nevio, Bellum Poenicum fragmenta lib. I,1)
Per Cicerone il nome deriva dal latino penas, "tutto quello di cui gli uomini si nutrono", oppure dal fatto che i Penati risiedevano nel penitus, la parte più interna della casa, dove si conservava il cibo. 
Ogni famiglia aveva i propri Penati, gli antenati, i quali venivano trasmessi in eredità alla stregua dei beni patrimoniali. Il sacrificio ai Penati poteva avere cadenza occasionale o quotidiana. 
I consoli, nell'assumere o nel rimettere la propria carica, erano obbligati a celebrare un sacrificio a Lavinium in onore dei Penati pubblici. I magistrati della città prestavano giuramento in viso ai Penati pubblici.
Per i Penati della famiglia di Enea si conosce anche un culto pubblico: furono identificati come Penati di Roma, per il fatto che Roma veniva fatta ricondurre alla stirpe eneade. 
Furono venerati fino 391 d.C. quando, per ordine dell'imperatore Teodosio, il culto venne vietato perché pagano.
Ai Penati, originariamente venerati nel Tempio di Vesta dove si onoravano i Penates Populi Romani, fu dedicato un tempio sulla Velia, dove venivano rappresentati come due giovani seduti.